# Поликевичюте, Раса
Раса Поликевичюте (лит. Rasa Polikevičiūtė, род. 25 сентября 1970, Паневежис) — литовская шоссейная велогонщица.

## Биография
Раса Поликевичюте начала заниматься велоспортом в 13 лет под влиянием своего детского тренера по лёгкой атлетике и дебютировала на профессиональном уровне в 1990 году. В последующие годы среди её лучших результатов — победа в общем зачёте на Women’s Challenge 1997 года и победа в групповой гонке чемпионата мира по шоссейному велоспорту 2001 года.
Одна из её современниц в литовском велоспорте — её однояйцевая близняшка, Йоланта Поликевичюте. Раса и Йоланта Поликевичюте часто катались бок о бок на одних и тех же гонках. Они обе вышли замуж за российских велогонщиков (Раса — за вице-чемпиона Олимпийских игр в трековом велоспорте 1988 года Николая Ковша, а Йоланта — за чемпиона Олимпийских игр в трековом велоспорте 1980 года Виктора Манакова), обе родили сыновей в одном и том же 1992 году. Затем Раса развелась и вышла замуж за трёхкратного олимпийского чемпиона по велоспорту, президента федерации велосипедного спорта России Вячеслава Екимова. В 2009 году родила второго ребёнка по имени Ариана, одновременно с Йолантой.
Помимо родного литовского языка, Раса владеет русским, итальянским и французским языками.

## Достижения

### Шоссе
1989
2-я на Вуэльта Колумбии
1993
Грация Орлова
Генеральная классификация
4-й этап
Тур Берлина
Генеральная классификация
1-й и 2-й этапы
2-й этап Тур де л'Од феминин
2-я на Гран-при Пресов
3-я на Гран-при взаимопомощи Верхней Гаронны
1994
13-й и 14-й этапы Гранд Букль феминин
Гран-при кантона Цюрих
Генеральная классификация
4-й этап
 Чемпионате мира — командная гонка
2-я на Гранд Букль феминин
2-я на Тур де л'Од феминин
1995
 Чемпионат Литвы — групповая гонка
 Чемпионат Литвы — индивидуальная гонка
3-й этап Тура Майорки
1-й этап Этуаль Вогезов
Тур де л'Од феминин
2-я в генеральной классификации
9-й этап
1996
Masters Féminin
 Чемпионате мира — групповая гонка
2-я на Гранд Букль феминин
2-я на Гран-при Пресов
1997
1-й этап Трофи д’Ор
5-й этап Женский Тур — Красна-Липа
Women’s Challenge
Генеральная классификация
2-й этап
Тур Бретани
2-я в генеральной классификации
1b этап
2-я на Либерти Классик
2-я на Женский Тур — Красна-Липа
3-я на Трофи д’Ор
1998
Тур Швейцарии
Генеральная классификация
1-й и 4-й этапы
Трофи д’Ор
2-я в генеральной классификации
2-й этап
6-й этап Гранд Букль феминин
5-й этап Тура Бретани
3-й этап Тура Майорки
4-я на Чемпионате мира — групповая гонка
7-я на Трофи Интернешнл
1999
2-й этап Тура Швейцарии
4-й этап Женский Тур — Красна-Липа
3-я на Чемпионат Литвы — групповая гонка
3-я на Туре Тюрингии
2000
9-й этап Гранд Букль феминин
1-й этап Тура Швейцарии
 Чемпионат мира — индивидуальная гонка
2001
 Чемпионат мира — групповая гонка
3-я на Women’s Challenge
3-я на Джиро ди Тоскана — Мемориал Микелы Фанини
4-я на Чемпионат мира — индивидуальная гонка
2002
10-й этап Гранд Букль феминин
2-я на Trofeo Alfa Lum
8-я на Чемпионат мира — индивидуальная гонка
2003
1-й этап Джиро Донне
6-й этап Гранд Букль феминин
1-й этап Giro del Trentino Alto Adige-Südtirol
2008
5-й этап Гранд Букль феминин

### Статистика выступления наГранд-турах
| Гонка / Год          | 1990           | 1991           | 1992           | 1993           | 1994           | 1995           | 1996           | 1997           | 1998           | 1999           | 2000           | 2001           | 2002           | 2003           | 2004           | 2005           | 2006           | 2007           | 2008           |
| -------------------- | -------------- | -------------- | -------------- | -------------- | -------------- | -------------- | -------------- | -------------- | -------------- | -------------- | -------------- | -------------- | -------------- | -------------- | -------------- | -------------- | -------------- | -------------- | -------------- |
| Женский Тур де Франс | —              | 33             | —              | 22             | не проводилась | не проводилась | не проводилась | не проводилась | не проводилась | не проводилась | не проводилась | не проводилась | не проводилась | не проводилась | не проводилась | не проводилась | не проводилась | не проводилась | не проводилась |
| Гранд Букль феминин  | не проводилась | не проводилась | —              | —              | 2              | 8              | 2              | 7              | 5              | 7              | 8              | 5              | 8              | 10             | —              | —              | —              | 10             | 8              |
| Рут де Франс феминин | не проводилась | не проводилась | не проводилась | не проводилась | не проводилась | не проводилась | не проводилась | не проводилась | не проводилась | не проводилась | не проводилась | не проводилась | не проводилась | не проводилась | не проводилась | не проводилась | —              | 14             | —              |
| Тур де л'Од феминин  | —              | 6              | —              | 4              | 2              | 2              | 6              | 4              | 9              | 10             | 31             | —              | 9              | 45             | 30             | —              | —              | —              | 54             |
| Джиро д’Италия Донне | 11             | —              | —              | —              | 9              | —              | —              | —              | —              | —              | —              | —              | 5              | 5              | 26             | —              | —              | 29             | 37             |

## Награды
- Спортсмен года в Литве, 2001